# Sant Pere de Ribes
Sant Pere de Ribes – gmina w Hiszpanii, w prowincji Barcelona, w Katalonii, o powierzchni 40,88 km². W 2011 roku gmina liczyła 29 149 mieszkańców.